# Artem
Pour les articles homonymes, voir Artem (homonymie) et Artem (prénom).
Ne doit pas être confondu avec Artiom.
 (mars 2013).

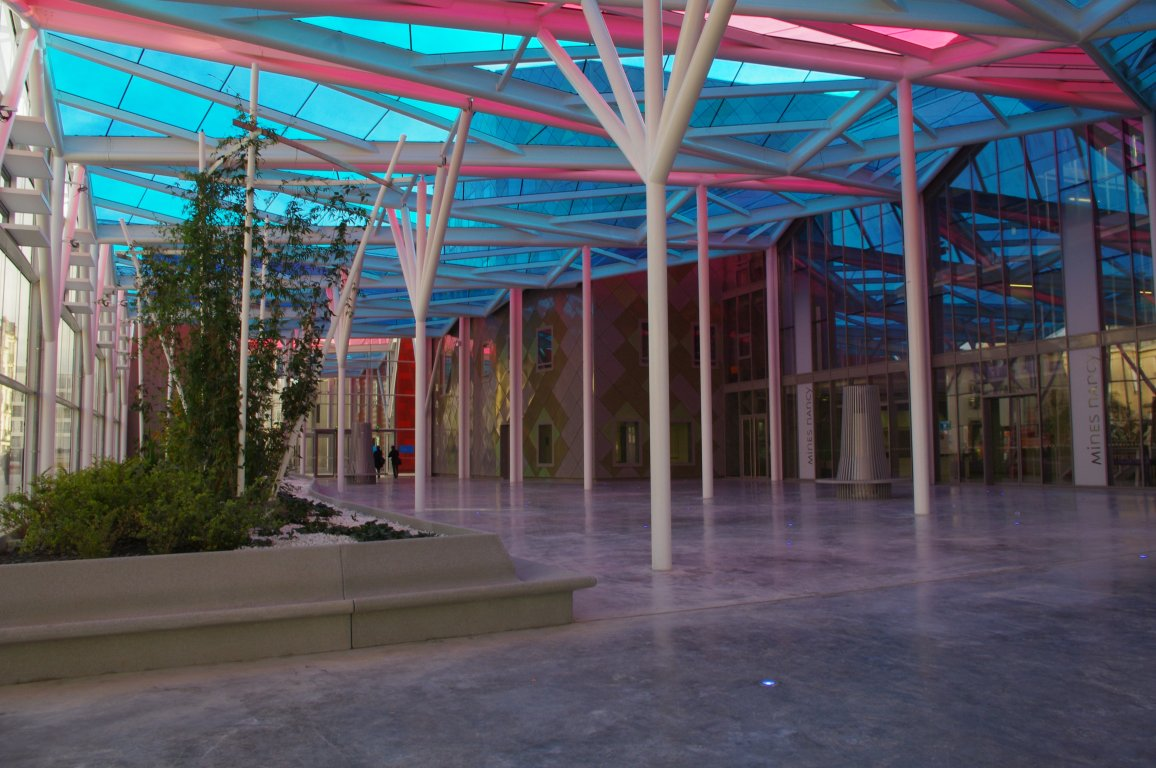
Galerie Artem (en 2012)

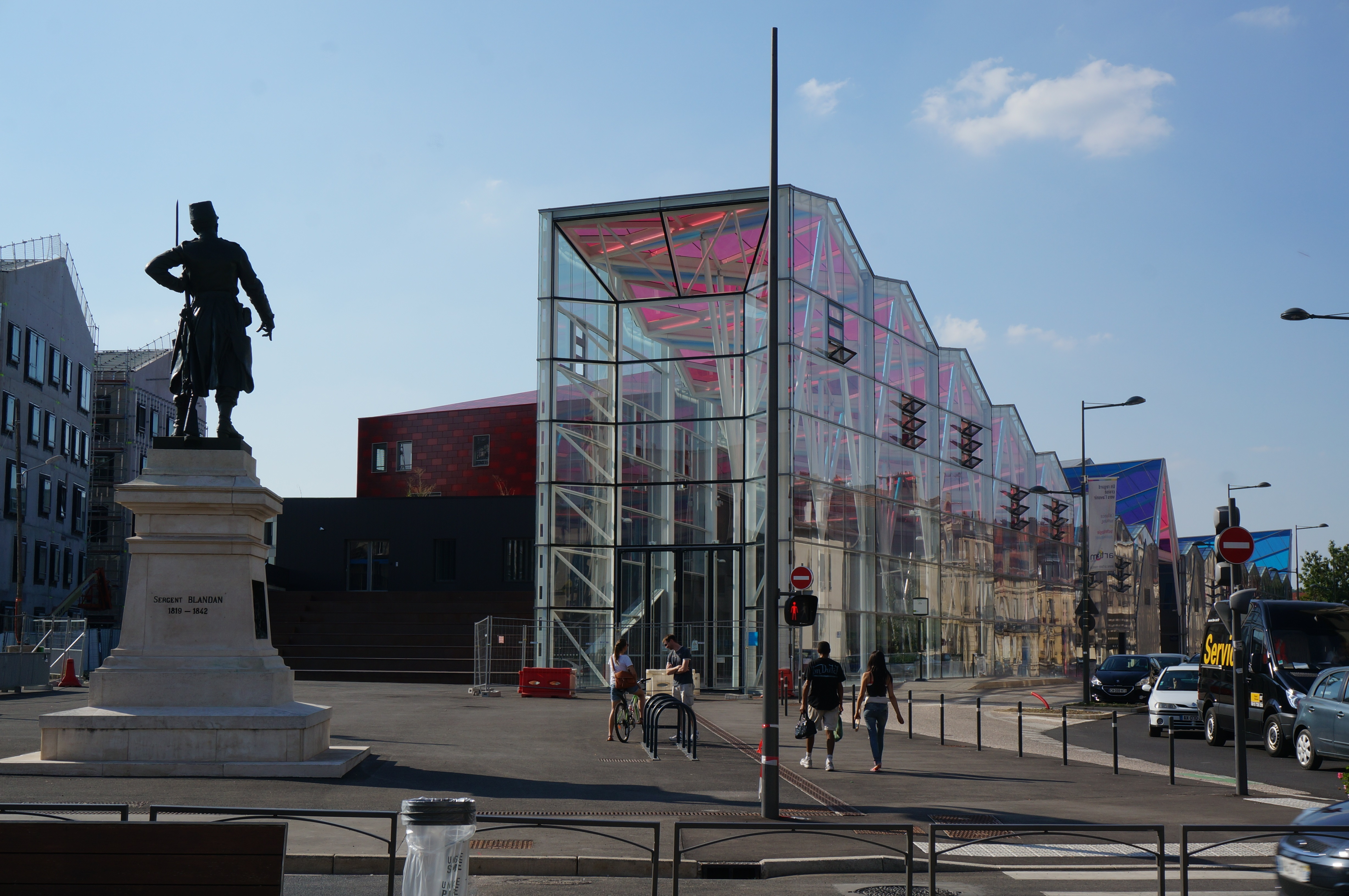
Le campus en 2013.

Artem (du latin Artem, ars, artis) est une alliance universitaire entre l'École nationale supérieure d'art et de design de Nancy pour l'art, ICN Business School pour le management et Mines Nancy pour la technologie.
Depuis 2017, ces trois écoles sont rassemblées sur un même campus de 10 ha, qui propose notamment des espaces mutualisés dans la caserne Molitor, entre la rue du Sergent-Blandan et le boulevard d'Haussonville à Nancy. Mines Nancy y occupe les locaux depuis 2012, l'école d'art a emménagé à la rentrée 2016 et ICN les a rejoints à la rentrée 2017.
La conception architecturale s'est organisée en trois tranches. Le projet urbain et la tranche 1 de construction ont été confiés à l'architecte Nicolas Michelin. Les architectes Untertrifaller et Lipsky+Rollet (équerre d'argent 2005), ont été respectivement les concepteurs de la tranche 2 (Ecole d'art) et tranche 3 (ICN business school, médiathèque, amphithéâtre).
L'Institut Jean Lamour, laboratoire de recherche fondamentale et appliquée en science et ingénierie des matériaux et des procédés, occupe un bâtiment de 28 400 mètres carrés.